# Umestan
Umestan est un parc de bureaux (ou parc d'affaires) situé à Umeå en Suède.

## Description
Le parc contient environ quarante bâtiments, rénovés après leur rachat regroupant environ 120 locataires. Ils répondent désormais aux standards de confort, d'environnement et d'informatique. Environ 3000 personnes fréquentent le parc quotidiennement.

## Histoire
Le parc est installé sur un ancien site d'opérations militaire. L'ensemble des bâtiments ont été rachetés par la municipalité en 1998 pour y créer centre d'activités et d'affaires.
En 2012, la municipalité d'Umeå a vendu le parc d'activité à Lersten pour 470 millions de couronnes.